# 洪朝豐
洪朝豐（英語：Hung Chiu Fung，1960年1月5日—），生於中國大陸，祖籍廣東潮州，曾為香港數碼廣播有限公司節目主持人。2016年7月移居法國巴黎。
洪朝豐有四姊一兄，早年於九龍油塘灣徙置區19座成長，父親於區內經營電器店。洪朝豐原名「洪烏豬」，因他生在豬欄之上，其兄原名「洪狗仔」。後來幼稚園老師為他倆兄弟分別改名為「洪朝光」及「洪朝豐」。。洪朝丰是香港的電台節目主持人，也曾是電視節目主持，其主持電台節目《日月星辰》而成為數年十大最受歡迎電台節目主持。

## 學歷
- 1966至1972年─天主教曉明小學
- 1972至1978年─何文田官立中學
- 1978至1982年─香港中文大學社會科學學士，主修新聞系，副修音樂系
- 1985至1986年─香港演藝學院聲樂系
- 1986至1987年─香港大學音樂系

## 電台工作
洪朝豐在1983開始在香港電台第四台主持節目，題材有西洋歌劇、古典音樂及懷舊金曲等，隨後加入香港電台第一台，他以人物專訪及清談節目受聽眾歡迎，包括《精裝名人錄》、《靈機一觸洪朝豐》及《日月星辰》；至1997年3月過檔新城電台（並於3月2日凌晨12時許舉行簽約儀式，當時透露年薪達七位數字，是港台的兩倍）並繼續主持《日月星辰》。
洪寶戀結束後，洪朝豐淡出香港，2004年在廣州人民廣播電台主持清談節目《廣州聚焦—華山論劍》，亦在美國洛杉磯AM1430華語電台主持清談節目《玲玲林林半個鐘》、《日月星辰》及《洪朝豐節目》，期間因為躁狂症等精神病行為把電台節目主持中斷。
病情稍好後，2011年回歸香港重拾電台工作，於8月加盟香港數碼廣播有限公司的數碼大戲台主持音樂節目，隨後在12月14日起轉投同旗下的另一頻道數碼大家台主持《洪朝豐時段》深夜節目。至翌年5月22日宣佈，於同年6月1日完成電台節目後結束電台DJ生涯，轉投發展唱歌事業，並準備參加《中國達人秀》。

## 《日月星辰》節目
《日月星辰》固定逢星期一至星期五晚上11點新聞專輯後至凌晨2時播出（後來改於早上時份播出，時為1998年），每天不同主題（主題為頭兩小時時播出），其餘時間為清談節目，播出較長時間的有：
- 星期一晚「單身俱樂部」──接受聽眾來電作自我介紹，接受有意認識該位聽眾的人士來電作配對認識。
- 星期二晚「音樂夜」──由洪朝豐主持，並有琴手及結他手伴奏（港台時期的節目還有敖嘉年與杜雯惠主持）亦請來了不少著名歌唱家，節目沒有固定主題，但側重於八十年代之前的中外歌曲為主；節目並接受聽眾來電點唱，突破需親身來到酒廊或歌舞廳才能獻唱的問題，因此節目十分受歡迎。
- 星期五晚「性熱線」──亦是香港首個以性為題材的電台節目，由名醫顏松銘醫生、夫妻檔的吳穎英醫生與梁英傑醫生一同解答聽眾對性的疑慮。《日月星辰》結束後此節目仍在新城電台星期六晚11時至翌日凌晨1時直播，更名為「醫情醫性」，該節目於2006年12月底結束。

另外還有其他內容如
- 單身俱樂部（页面存档备份，存于）──新城時期《日月星辰》逢星期四晚播出，主要是為單身男女作配對為目標，當時洪並主編徵友雜誌《S雜誌》。
- 閱讀傳媒學會──1996年末至1997年初，港台《日月星辰》逢星期三播出，請來嘉賓對當時報紙減價戰之下傳媒的報導手法作評論和辨識。類似香港電台「五稜鏡」《報看天下》，但至新城電台前期隨節目一併終止。

《日月星辰》的新穎手法和氣氛維繫到一群忠實的中老年甚至青年的聽眾，在其他同時段年青人節目中呈現一股清流；曾在1994至1999年連續6年獲選香港十大受歡迎電台節目主持及最受歡迎電台節目，也是洪朝豐節目生涯中的一個高峰；洪朝豐並因此節目名字出版散文集《日月星辰》。

### 其他工作
洪朝豐1999年演過電影《生命只剩一小時》，亦演過舞台劇及京劇等，1996年曾台灣推出唱片「拾段情」。2009年在香港開班教授聲學。

## 私人生活
洪朝豐由3歲住到36歲居於鯉魚門，其後因為清拆搬入藍田的公共屋邨。他就讀香港中文大學時認識前妻葉桂好，1983年結婚，育有一子洪葉，「洪」、「葉」取自兩人的姓氏，但婚姻只維持六年，在1988年便離婚收場。而葉桂好開設的書店洪葉書店亦是以兒子姓名命名。
1998年，寶詠琴與蕭永豐分手後接受當時在新城電台任DJ的洪朝豐訪問，寶詠琴被洪朝豐吸引，很快兩人便公開戀情，成為當時熱門話題。寶詠琴比洪朝豐年長6年，她曾形容戀情為「置之死地而後生」，二人相當高調，多次接受電視台及雜誌訪問，又曾一起做電台節目，拍拖看歌劇等。可是，在11個月後兩人宣佈分手，更爆发激烈骂战，洪朝豐透過傳媒频繁公开大罵寶詠琴，尤其講過名句：「我一隻手指捽死佢！」，其後曾復合後再度分手。
這段時間因躁狂症引致其言行被指有點不正常，洪自己亦承認有遺傳的憂鬱狂躁症。2006年2月，洪朝豐召開記者會宣布多項計劃，他宣稱被委任為香港國際傑人會首席顧問，會為該會籌款，目標一億港元。他亦將會改編名著《紅樓夢》的京劇、崑曲與粵曲劇本，及在銅鑼灣霎東街開設私人會所「石頭記」，而事情亦未見有下文而不了了之。同年6月發行首張廣東、國語曲合輯，主打歌《狂風掃落葉》、《狂燥症》，及後有一段數年的長時間在醫院治療躁狂症，至病情稍好後於2011年復出參與電台節目。
2017年，洪朝豐接受訪問時透露脷底發炎超過1年時間，時痛時不痛，他有看醫生及搽藥。直到兩個月前，他往精神科醫生處覆診，醫生知道他的情况後，介紹他看耳鼻喉科。醫生為他做切片檢查，驗出是細胞病變第2期，如果再惡化到第3期就變癌細胞，患上脷癌。
2017年12月，洪朝豐接受外科手術，切除腫瘤及癌細胞影響部分，失去左邊三分二舌頭，再補回由臉頰及大腿內側組織造成的半邊新舌頭。及後，接受訪問時表示在接受電療期間，情緒變得非常差，曾想了結生命。亦感謝曾有一位跟他學打坐的學生探望他，並帶了一本佛經讀給他聽。而康復過程中，已經離婚三十年的前妻葉桂好搬回來照顧他。
2020年2月，在清邁短期出家的洪朝豐，主動通知記者要公開他的性取向。洪指自己由原本的雙性戀者，慢慢演變成今天的同性戀者。他指18歲時第一次與一位英國中年陌生男士發生同性性行為。1988年與葉桂好離婚後，曾跟好幾個外籍男士「交往」。1991年聖誕，遇到在紐約從事電影工作的第一個男朋友，相戀三個月。1995年遇到第二個男朋友，對方是在台灣工作的現代舞蹈團總監，相戀了半年。1996年遇到第三個男朋友，對方是內地人，兩人相戀十二年。2009年跟第四個內地男友拍拖10個月。2012年跟第五個男友交，對方是馬來西亞華僑，兩人相戀五個月。

## 電視工作
洪朝豐曾在電視主持多個節目，亦有演出多部劇集。

### 電視主持
- 亞洲電視《晨早直播室》（1989年）
- 亞洲電視《群星過哂界》（1991年）
- 《香港早晨》（1992-1993年）
- 《大江南北》湖南篇（1993年）
- 《城市追擊》（1994-1995年）
- 《說性談情》（2005年）

### 旁白
- 香港電台電視部
  - 《風雨夜歸人》(第一輯)(2004)

### 劇集演出
- 香港電台電視部
  - 1994《屋簷下之虐妻》 飾世民
  - 1995《性本善之愛滋病系列》
  - 1996《乖乖不得了》
- 無綫電視：
  - 1992《他來自天堂》 飾 羅家偉
  - 1993《偷心大少》 飾 鍾瑞良
  - 1993《壹號皇庭II》 飾 張家賢(Jeff)
  - 1993《九陰真經》 飾 黃裳
  - 1994《第三類法庭》 飾 陳律師
  - 1994《獨臂刀客》 飾 堂主
  - 1994《壹號皇庭III》 飾 張家賢(Jeff)
  - 1994《驚心都市》 飾 馬家倫
  - 1994《千歲情人》 飾 屈池
  - 1994《射鵰英雄傳》 飾 裘千仞／裘千丈
  - 1994《黃浦傾情》 飾 宋懷光
  - 1994《南俠展昭》 飾 郭槐
  - 1995《壹號皇庭IV》 飾 張家賢(Jeff)
  - 1995《包青天》 飾 八賢王
  - 1996《盞鬼老豆》 飾 劉志遠
  - 1996《孽吻》 飾 檢察官

## 电影工作
- 1993《黃蜂尾後針》
- 1995《狂野生死戀》
- 1998《我愛你》
- 1999《生命祇剩1小時》
- 2000《大踢爆》
- 2002《幽靈人間II鬼味人間》 飾 杨飞龙

## 舞台劇
- 1990年8月：《油漆未乾》
- 1992年9月30日 - 10月4日：《雷雨》
- 1994年：《家》
- 1996年10月4日 - 6日：《日出》 飾　方達生
- 1996年12月20日 - 1997年2月10日：《播音情人》 飾　老鼠仔/雲中龍

## 音樂會
- 2017年3月8-9日：《靜心。能量。音樂會》

## 書籍著作
- 2002年7月：《歐遊札記》 互動媒體有限公司　ISBN 9789626412947
- 2002年7月：《昨夜星辰》 互動媒體有限公司　ISBN 9789626412954
- 2007年7月：《精神病房私密日記》（與妙心合著） 零至壹出版有限公司　ISBN 9789626831410

## 廣告代言
- 1993年：《設計2000布藝服務中心》 （页面存档备份，存于）
- 1997年：政府宣傳片《AIDS 愛滋病》 （页面存档备份，存于）

## 外部連結
- 生命只剩一小時影評（页面存档备份，存于）
- 洪朝豐facebook個人專頁／新浪微博